# Ensign N176
La Ensign N176 è una monoposto di Formula 1, costruita dalla scuderia Ensign per partecipare al Campionato mondiale di Formula Uno del 1976. 
Progettata da Dave Baldwin, era alimentata da un motore Cosworth DFV V8 e fu guidata da Chris Amon, Hans Binder, Jacky Ickx e Patrick Nève. La vettura, che ha gareggiato per 12 gare, ha debuttato al Gran Premio di Spagna il 2 maggio 1976.